# To Kill a Mockingbird (filme)
To Kill a Mockingbird (bra: O Sol É para Todos; prt: Na Sombra e no Silêncio) é um filme norte-americano de 1962, do gênero drama, dirigido por Robert Mulligan com roteiro de Horton Foote baseado no romance homônimo de Harper Lee.

## Sinopse
Após a Crise de 1929, os habitantes da pacata Maycomb, no Alabama, são na grande maioria pequenos agricultores.  Em 1932, vivem ali os irmãos Jem e Scout Finch, órfãos de mãe criados pela babá negra Calpurnia e o pai Atticus Finch, advogado íntegro e respeitado na cidade, que atende gratuitamente aos mais pobres. A infância dividida entre a escola e as fantasias acerca do vizinho, o "malvado" Sr. Radley, cede espaço ao contacto com a discriminação quando seu pai resolve defender o negro Tom Robinson, acusado de ter estuprado uma moça branca. A conservadora cidade se volta contra ele, apesar da inocência do rapaz ser evidente.

## Elenco
- Gregory Peck .... Atticus Finch
- John Megna .... Dill Harris
- Frank Overton .... Xerife Heck Tate
- Rosemary Murphy ... Sra. Maudie Atkinson
- Ruth White .... Sra. Dubose
- Brock Peters .... Tom Robinson
- Estelle Evans .... Calpurnia
- Paul Fix .... Juiz Taylor
- Robert Duvall .... Arthur Radley
- Collin Wilcox Paxton .... Mayella Violet Ewell
- James Anderson .... Bob Ewell
- Alice Ghostley .... Stephanie Crawford
- Mary Badham .... Jean Louise Finch
- Phillip Alford .... Jem Finch
- William Windom .... Promotor Gilmer
- Richard Hale .... Nathan Radley
- Crahan Denton .... Walter Cunningham Sr.
- David Crawford .... David Robinson
- Kim Hamilton .... Helen Robinson
- William Walker .... Reverendo Sykes
- Guy Wilkerson .... Primeiro jurado

## Prêmios e indicações
| Premiação          | Categoria                                 | Recipiente               | Resultado                   |
| ------------------ | ----------------------------------------- | ------------------------ | --------------------------- |
| Oscar 1963         | Melhor ator                               | Gregory Peck             | Venceu                      |
| Oscar 1963         | Melhor roteiro adaptado                   | Horton Foote, Harper Lee | Venceu                      |
| Oscar 1963         | Melhor direção de arte                    | Henry Bumstead           | Venceu                      |
| Oscar 1963         | Melhor filme                              | To Kill a Mockingbird    | Indicado                    |
| Oscar 1963         | Melhor diretor                            | Robert Mulligan          | Indicado                    |
| Oscar 1963         | Melhor atriz coadjuvante                  | Mary Badham              | Indicado                    |
| Oscar 1963         | Melhor fotografia                         | Russell Harlan           | Indicado                    |
| Oscar 1963         | Melhor trilha sonora                      | Elmer Bernstein          | Indicado                    |
| Academia Britânica | Melhor filme                              | To Kill a Mockingbird    | Indicado[carece de fontes?] |
| Academia Britânica | Melhor ator estrangeiro                   | Gregory Peck             | Venceu[carece de fontes?]   |
| Golden Globe 1963  | Melhor filme de compreensão internacional | To Kill a Mockingbird    | Venceu                      |
| Golden Globe 1963  | Melhor ator - drama                       | Gregory Peck             | Venceu                      |
| Golden Globe 1963  | Melhor trilha sonora                      | Elmer Bernstein          | Venceu                      |
| Golden Globe 1963  | Melhor filme - drama                      | To Kill a Mockingbird    | Indicado                    |
| Golden Globe 1963  | Melhor diretor                            | Robert Mulligan          | Indicado                    |
| Festival de Cannes | Prêmio Gary Cooper                        | Robert Mulligan          | Venceu[carece de fontes?]   |
| Festival de Cannes | Palma de Ouro (melhor filme)              | To Kill a Mockingbird    | Indicado                    |

### Outros reconhecimentos
American Film Institute
- Eleito pelo American Film Institute, em 1998, como um dos 100 melhores filmes (34 º lugar). Em 2006, o mesmo American Film Institute,  elegeu-o em 2º lugar entre os 100 filmes americanos mais inspiradores. Em 2007, eleito entre os 100 melhores filmes americanos, dessa vez em 25º lugar pelo American Film Institute. Em 2008, eleito pelo AFI no topo (1º lugar) dos 10 melhores filmes de tribunal.[carece de fontes?]
- O personagem Atticus Finch, vivido por Gregory Peck, foi eleito em 2003, através de pesquisa do American Film Institute como o maior herói do cinema americano[nota 1] de todos os tempos.[nota 2]</ref>